# Josef Beigl
Josef Beigl (19. listopadu 1848 Horní Věstonice – 30. prosince 1893 Horní Věstonice ) byl rakouský politik německé národnosti z Moravy; poslanec Moravského zemského sněmu.

## Biografie
Byl majitelem hospodářství a obchodníkem s vínem v Horních Věstonicích. Jeho bratr Benedikt Beigl byl tamním lékařem. Od roku 1876 zasedal Josef v obecním výboru v Horních Věstonicích a téhož roku se stal i předsedou místní školní rady. Od roku 1877 zastával funkci předsedy kontribučenského fondu v rámci bývalého panství Mikulov a tuto funkci zastával až do své smrti. Do doby krátce před smrtí působil rovněž jako starosta Horních Věstonic. Beigl položil roku 1874 základy vinařství, na které se ještě počátkem 21. století odkazuje ve své historii Vinařský dům v Horních Věstonicích.
V 80. letech se zapojil i do vysoké politiky. V zemských volbách roku 1884 byl zvolen na Moravský zemský sněm, za kurii venkovských obcí, obvod Mikulov, Moravský Krumlov. Mandát zde obhájil v zemských volbách roku 1890. Poslancem byl až do své smrti roku 1893. Pak ho na sněmu nahradil Josef Luksch. V roce 1884 se uvádí jako kandidát tzv. Ústavní strany, liberálně a centralisticky orientované. Patřil do sněmovního klubu (německé) levice.
Zemřel v prosinci 1893.